# Racing Club de Lens 1978-1979
Questa voce raccoglie le informazioni riguardanti il Racing Club de Lens nelle competizioni ufficiali della stagione 1978-1979.

## Maglie e sponsor
Lo sponsor tecnico per la stagione 1978-1979 è Adidas, mentre lo sponsor ufficiale è Europe 1.
| Manica sinistra · Manica sinistra · Maglietta · Maglietta · Manica destra · Manica destra · Pantaloncini · Pantaloncini · Calzettoni · Calzettoni |

## Rosa
| N. |                    | Ruolo | Calciatore                  |
| -- | ------------------ | ----- | --------------------------- |
|    | Francia (bandiera) | P     | Francis Hédoire             |
|    | Francia (bandiera) | P     | Dominique Leclercq          |
|    | Francia (bandiera) | D     | Jean-Pierre Bade            |
|    | Francia (bandiera) | D     | Didier Delcampe             |
|    | Francia (bandiera) | D     | Joël Douillet               |
|    | Francia (bandiera) | D     | Hervé Flak                  |
|    | Francia (bandiera) | D     | Gilles Gallou               |
|    | Marocco (bandiera) | D     | Hassan Harmatallah          |
|    | Francia (bandiera) | D     | Michel Joly                 |
|    | Francia (bandiera) | D     | Victor Mastroianni          |
|    | Francia (bandiera) | D     | Hervé Monchiet              |
|    | Francia (bandiera) | D     | Didier Sénac                |
|    | Francia (bandiera) | C     | Hugues Boury                |
|    | Francia (bandiera) | D     | Patrice Heaulmé             |
|    | Francia (bandiera) | C     | Richard Krawczyk (capitano) |

| N. |                       | Ruolo | Calciatore        |
| -- | --------------------- | ----- | ----------------- |
|    | Francia (bandiera)    | C     | Daniel Leclercq   |
|    | Francia (bandiera)    | C     | Robert Llorens    |
|    | Francia (bandiera)    | C     | Francis Peltier   |
|    | Francia (bandiera)    | C     | Robert Sab        |
|    | Francia (bandiera)    | C     | Gérard Verstraete |
|    | Francia (bandiera)    | A     | Romain Argyroudis |
|    | Francia (bandiera)    | A     | Yannick Bourloton |
|    | Algeria (bandiera)    | A     | Moncef Djebali    |
|    | Francia (bandiera)    | A     | Pascal Françoise  |
|    | Francia (bandiera)    | A     | Daniel Fuchs      |
|    | Francia (bandiera)    | A     | Bruno Locatelli   |
|    | Polonia (bandiera)    | A     | Joachim Marx      |
|    | Francia (bandiera)    | A     | Georges Tournay   |
|    | Jugoslavia (bandiera) | A     | Nebojša Zlatarić  |

## Risultati

### Division 2

#### Play-out
| Parigi 14 giugno 1979 Play-out - Andata | Paris FC | 0 – 0 referto | Lens | Stadio Déjérine (15 000 spett.)\| Arbitro: \| Wurtz \| |
| Arbitro:                                | Wurtz    |               |      |                                                        |

| Arbitro: | Konrath |

|  |                      |  |
|  | Tiri di rigore 3 – 2 |  |

### Coppa di Francia
| Arbitro: | Vigliani |

|             |           |                        |
| Leclerq 64’ | Marcatori | 25’ Jeannol 50’ Rouyer |

| Arbitro: | Kitabdjian |

|                                           |           |                                     |
| Zénier 13’ (rig.) Curbelo 43’ Platini 69’ | Marcatori | 30’ Sab 62’ Llorens 87’ (rig.) Marx |